# Suspects (Channel 5)
Suspects is een Britse televisieserie van de zender Channel 5, waarvan vijf seizoenen gemaakt zijn. De uitzendingen van het eerste seizoen begonnen op 12 februari 2014 en liepen tot 12 maart 2014.

## Productie
Suspects is een politieserie. De eerste aflevering was op 12 februari 2014.  Het laatste seizoen werd van 3 augustus tot 31 augustus 2016 uitgezonden.
Een gelijknamige Nederlandse remake ging op 12 maart 2017 in première op RTL 4.

## Rolverdeling
 = Hoofdrol
 = Terugkerende gastrol
| Acteur              | Personage            | Aantal afleveringen | Aantal afleveringen | Aantal afleveringen | Aantal afleveringen | Aantal afleveringen | Aantal afleveringen |
| Acteur              | Personage            | S1                  | S2                  | S3                  | S4                  | S5                  | Totaal              |
| ------------------- | -------------------- | ------------------- | ------------------- | ------------------- | ------------------- | ------------------- | ------------------- |
| Damien Molony       | DS Jack Weston       | 5                   | 4                   | 4                   | 4                   | 6                   | 23                  |
| Clare-Hope Ashitey  | DC Charlie Steele    | 5                   | 4                   | 4                   | 4                   | 6                   | 23                  |
| Fay Ripley          | DI Martha Bellamy    | 5                   | 4                   | 4                   | 4                   |                     | 23                  |
| Lenora Crichlow     | DS Alisha Brooks     |                     |                     |                     |                     | 6                   | 23                  |
| Perry Fitzpatrick   | TDC Gary Roscoe      |                     |                     |                     |                     | 6                   | 23                  |
| James Murray        | DCI Daniel Drummond  |                     |                     |                     |                     | 6                   | 23                  |
| Claire Cooper       | Carol Collins        |                     | 2                   |                     |                     |                     | 2                   |
| Luke Newberry       | Nate Turner          |                     | 2                   |                     |                     |                     | 2                   |
| Larissa Wilson      | Kelly Freeman        |                     | 2                   |                     |                     |                     | 2                   |
| Paul Copley         | Joseph Kramer        |                     |                     |                     |                     | 2                   | 2                   |
| Beth Cordingly      | Chrissy Drummond     |                     |                     |                     |                     | 2                   | 2                   |
| Josette Simon       | Dr. Melanie Standish | 1                   |                     |                     |                     |                     | 1                   |
| Kathryn Drysdale    | Liz Maitlin          |                     |                     | 1                   |                     |                     | 1                   |
| Lucy Gaskell        | Natalie Granger      |                     |                     | 1                   |                     |                     | 1                   |
| Chris Simmons       | Robbie Price         |                     |                     |                     | 1                   |                     | 1                   |
| Philip Martin Brown | Ed Goddard           |                     |                     |                     |                     | 1                   | 1                   |

## Afleveringen

### Seizoen 1
Seizoen 1 bestaat uit 5 afleveringen.
| Nr. | Aflevering | Titel        | Regisseur     | Schrijver(s) | Uitzenddatum     |  |
| --- | ---------- | ------------ | ------------- | ------------ | ---------------- |  |
| 1   | 1          | Alone        | John Hardwick | Claire Fryer | 12 februari 2014 |  |
| 2   | 2          | Calling Card | John Hardwick | Jake Riddell | 19 februari 2014 |  |
| 3   | 3          | Hard Target  | Craig Pickles | Jake Riddell | 26 februari 2014 |  |
| 4   | 4          | Sensitivity  | Craig Pickles | Jake Riddell | 5 maart 2014     |  |
| 5   | 5          | Eyes Closed  | Craig Pickles | Claire Fryer | 12 maart 2014    |  |

### Seizoen 2
Seizoen 2 bestaat uit 4 afleveringen.
| Nr. | Aflevering | Titel                  | Regisseur     | Schrijver(s)                | Uitzenddatum     |  |
| --- | ---------- | ---------------------- | ------------- | --------------------------- | ---------------- |  |
| 1   | 6          | Nobody Else (Part One) | Craig Pickles | Kathrine Smith              | 20 augustus 2014 |  |
| 2   | 7          | Nobody Else (Part Two) | Craig Pickles | Kathrine Smith              | 21 augustus 2014 |  |
| 3   | 8          | Vigilante (Part One)   | Fiona Walton  | Hilary Frankland            | 27 augustus 2014 |  |
| 4   | 9          | Vigilante (Part Two)   | Fiona Walton  | Jack Riddell & Claire Fryer | 28 augustus 2014 |  |

### Seizoen 3
Seizoen 3 bestaat uit 4 afleveringen.
| Nr. | Aflevering | Titel          | Regisseur     | Schrijver(s)               | Uitzenddatum    |  |
| --- | ---------- | -------------- | ------------- | -------------------------- | --------------- |  |
| 1   | 10         | The Artist     | Craig Pickles | Claire Fryer               | 13 januari 2015 |  |
| 2   | 11         | Victim         | John Hardwick | Claire Fryer & Tom Lazenby | 14 januari 2015 |  |
| 3   | 12         | Safe from Harm | Craig Pickles | Claire Fryer               | 20 januari 2015 |  |
| 4   | 13         | Connections    | John Hardwick | Claire Fryer               | 21 januari 2015 |  |

### Seizoen 4
Seizoen 4 bestaat uit 4 afleveringen.
| Nr. | Aflevering | Titel         | Regisseur     | Schrijver(s)         | Uitzenddatum     |  |
| --- | ---------- | ------------- | ------------- | -------------------- | ---------------- |  |
| 1   | 14         | AWOL          | John Hardwick | Kathrine Smith       | 25 november 2015 |  |
| 2   | 15         | Revenge       | Sylvie Boden  | Sarah-Louise Hawkins | 2 december 2015  |  |
| 3   | 16         | Ricochet      | Craig Pickles | Jake Riddell         | 9 december 2015  |  |
| 4   | 17         | Rough Justice | John Hardwick | Jackie Malton        | 16 december 2015 |  |

### Seizoen 5
Seizoen 5 bestaat uit 6 afleveringen.
| Nr. | Aflevering | Titel                     | Regisseur     | Schrijver(s)     | Uitzenddatum     |  |
| --- | ---------- | ------------------------- | ------------- | ---------------- | ---------------- |  |
| 1   | 18         | The Enemy Within (Part 1) | Fiona Walton  | Steve Baillie    | 3 augustus 2016  |  |
| 2   | 19         | The Enemy Within (Part 2) | Craig Pickles | Jake Riddell     | 10 augustus 2016 |  |
| 3   | 20         | The Enemy Within (Part 3) | Craig Pickles | Hilary Frankland | 17 augustus 2016 |  |
| 4   | 21         | The Enemy Within (Part 4) | Steve Hughes  | Kathrine Smith   | 24 augustus 2016 |  |
| 5   | 22         | The Enemy Within (Part 5) | Steve Hughes  | Emma Goodwin     | 31 augustus 2016 |  |
| 6   | 23         | The Enemy Within (Part 6) | Fiona Walton  | Jake Riddell     | 31 augustus 2016 |  |